# Urnsburg
Die Urnsburg ist eine abgegangene Höhenburganlage auf dem Orensberg bei der Ortsgemeinde Albersweiler im Landkreis Südliche Weinstraße (Rheinland-Pfalz).
Bei der Urnsburg handelt es sich vermutlich um eine prähistorische Anlage mit frühmittelalterlicher Nutzung, die erstmals 1382 als „Urnßburg“ erwähnt wurde und nicht mehr genau lokalisierbar ist.